# Nagrobek Władysława I Łokietka

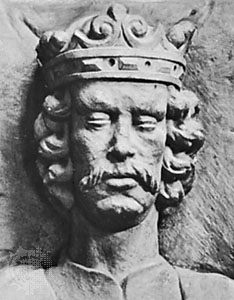
Władysław Łokietek - fragment nagrobka króla

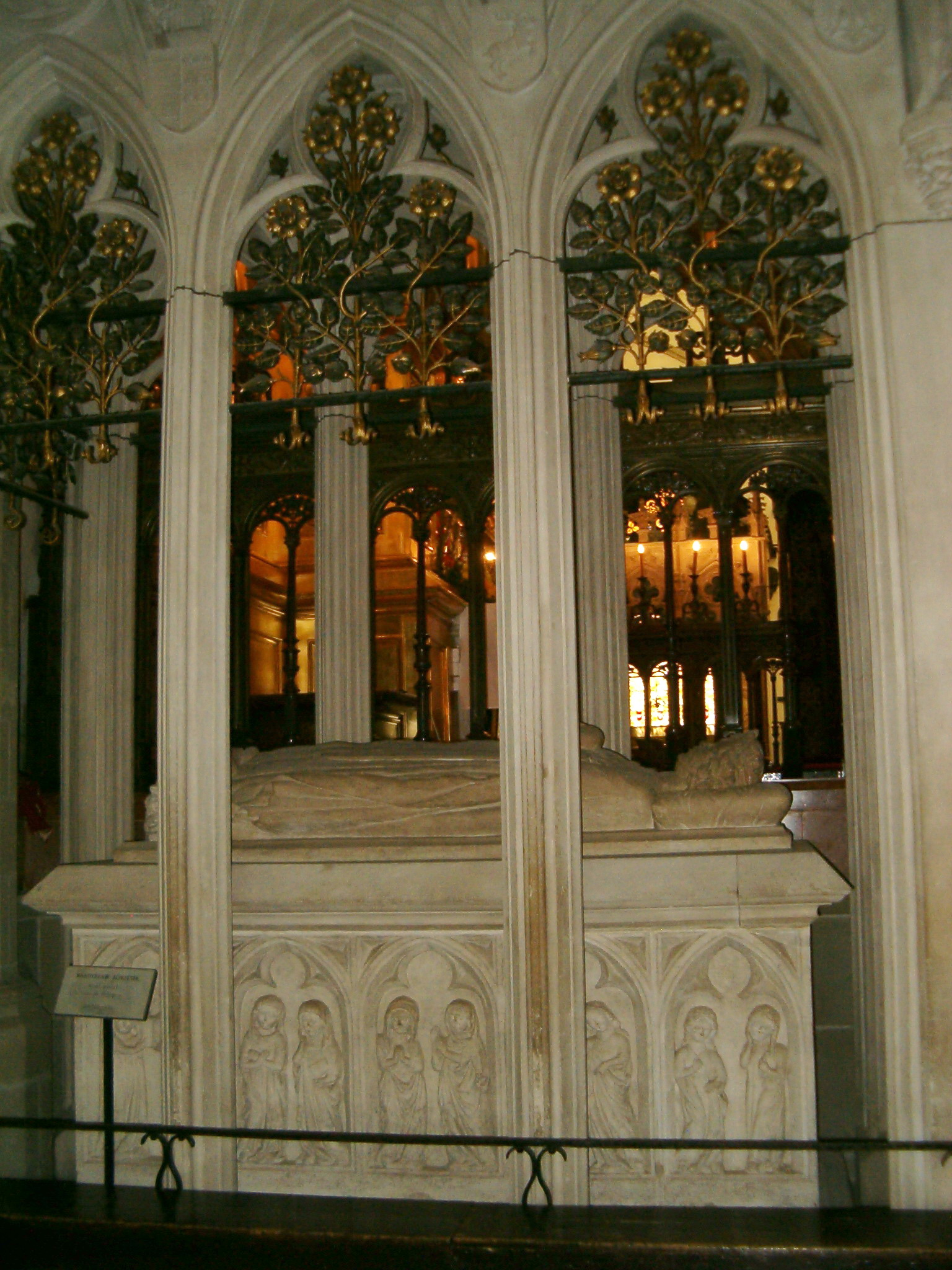
Nagrobek Władysława Łokietka w katedrze

Nagrobek Władysława I Łokietka na Wawelu znajduje się w północnym ramieniu ambitu katedry wawelskiej kiedyś znajdował się przy nieistniejącym obecnie ołtarzu ku czci św. Władysława. Jest pierwszym nagrobkiem królewskim wzniesionym w katedrze wawelskiej.
Gotycki, kamienny nagrobek powstał najprawdopodobniej w latach 1341–1346, jego fundacji podjął się syn i następca Władysława Łokietka król Kazimierz III Wielki. Twórca nagrobka nie jest znany, ale wiele wskazuje na to, że mógł wywodzić się z Hesji.
Boki sarkofagu podzielone są arkadami na pola w których zgodnie z obowiązującym ceremoniałem pogrzebowym rozstawione zostały figury duchownych, biskupów i diakonów oraz "płaczek": kobiet od strony ambitu i mężczyzn od strony ołtarza głównego. Na płycie wierzchniej umieszczono płaskorzeźbione wyobrażenie  zmarłego króla ubranego w tunikę, płaszcz koronacyjny, w koronie na głowie oraz z jabłkiem, mieczem i fragmentami berła w dłoniach. Nogi zostały wsparte o konsolę na której dostrzec można ludzką głowę, w Biblii jest ona znakiem zwycięstwa nad złem, człowieka nad grzechem. Konsola ozdobiona jest winną latoroślą symbolizującą eucharystię. Jednak nie jest pewne, czy twarz króla jest autentyczna, ponieważ w sprawozdaniu dla bpa Andrzeja Trzebickiego z XVII wieku odnotowano, że postać na tumbie jest trudna do rozpoznania. Poza tym na początku XIX stulecia, twarz Łokietka została przekuta przez kamieniarzy.
Obecny baldachim nakrywający nagrobek pochodzi z początku XX wieku, zaprojektował go Sławomir Odrzywolski. W 1901 odkrył on niewielkie ślady pierwotnego baldachimu usuniętego najprawdopodobniej pod koniec XVII wieku. Gotycki baldachim podkreślał królewską godność Piastów, genezą sięgał do nagrobków cesarskich i papieskich w Awinionie. Obecny baldachim w 1904 figurami św. Władysława i św.Wacława przyozdobił Jan Raszka, zdobią go także herby ziem wchodzących w skład Królestwa Polskiego za panowania Władysława Łokietka. Arkady baldachimu zdobi secesyjna krata z motywami liści i kwiatów.